# Pierre Vanderhaeghen
Pierre Vanderhaeghen (Brussel, 30 augustus 1967) is een Belgisch medicus en hoogleraar aan de Université libre de Bruxelles (ULB).
Hij behaalde zijn licentiaat in de geneeskunde summa cum laude aan de ULB in 1992 en promoveerde met een beurs als aspirant bij het Nationaal Fonds voor Wetenschappelijk Onderzoek tot doctor aan zijn Alma Mater in 1996 op basis van een proefschrift getiteld Characterization of members of the olfactory receptor gene family that are expressed in the male germ line. Aansluitend vertrekt hij als Francqui-BAEF (Belgian American Educational Foundation) fellow naar Harvard University.
In 2001 keert hij terug naar de ULB en zijn Institut de Recherche Interdisciplinaire en Biologie Humaine et Moléculaire (IRIBHM) waar hij middelen verkrijgt voor een onderzoek naar de ontwikkeling van de hersenschors. Hun onderzoek leidt onder meer tot nieuwe inzichten in de impact van ephrines op de ontwikkeling van de stamcellen van de cortex tot complexe netwerken van zenuwcellen, die essentieel zijn voor de zintuiglijke waarneming, en heeft ook geleid tot de ontdekking en de werking van HAR1.
In 2009 werd hij verkozen tot lid van de Koninklijke Academie voor Geneeskunde van België.
In 2011 werd Pierre Vanderhaeghen laureaat van de Francquiprijs, na selectie door een internationale wetenschappelijke jury.